# トランスパース

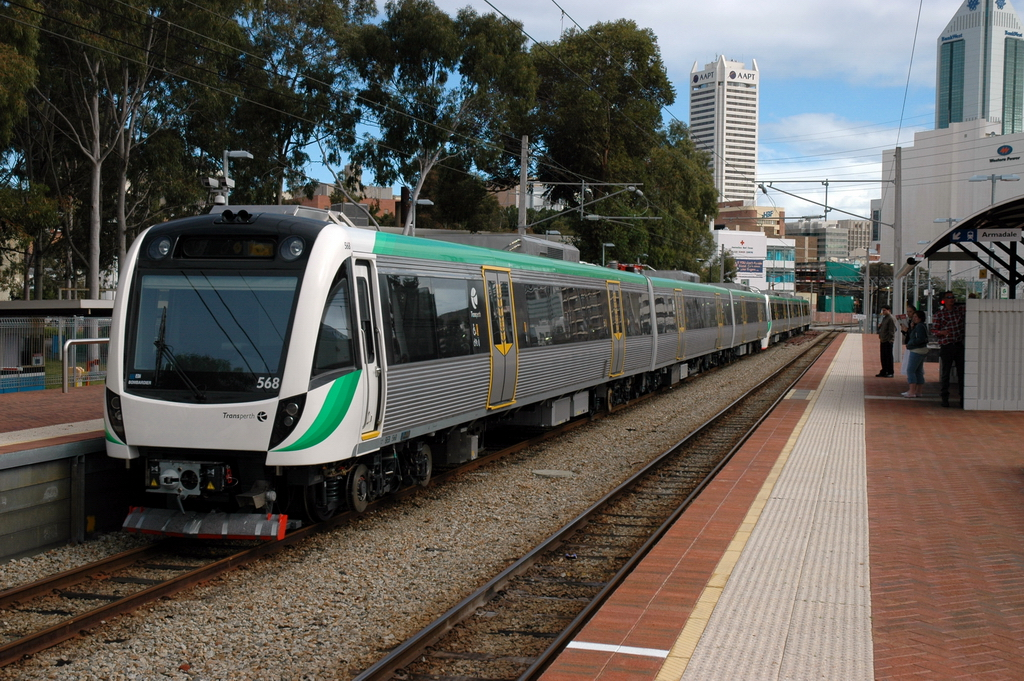
2004年から使用されている、Bシリーズと呼ばれる鉄道車両

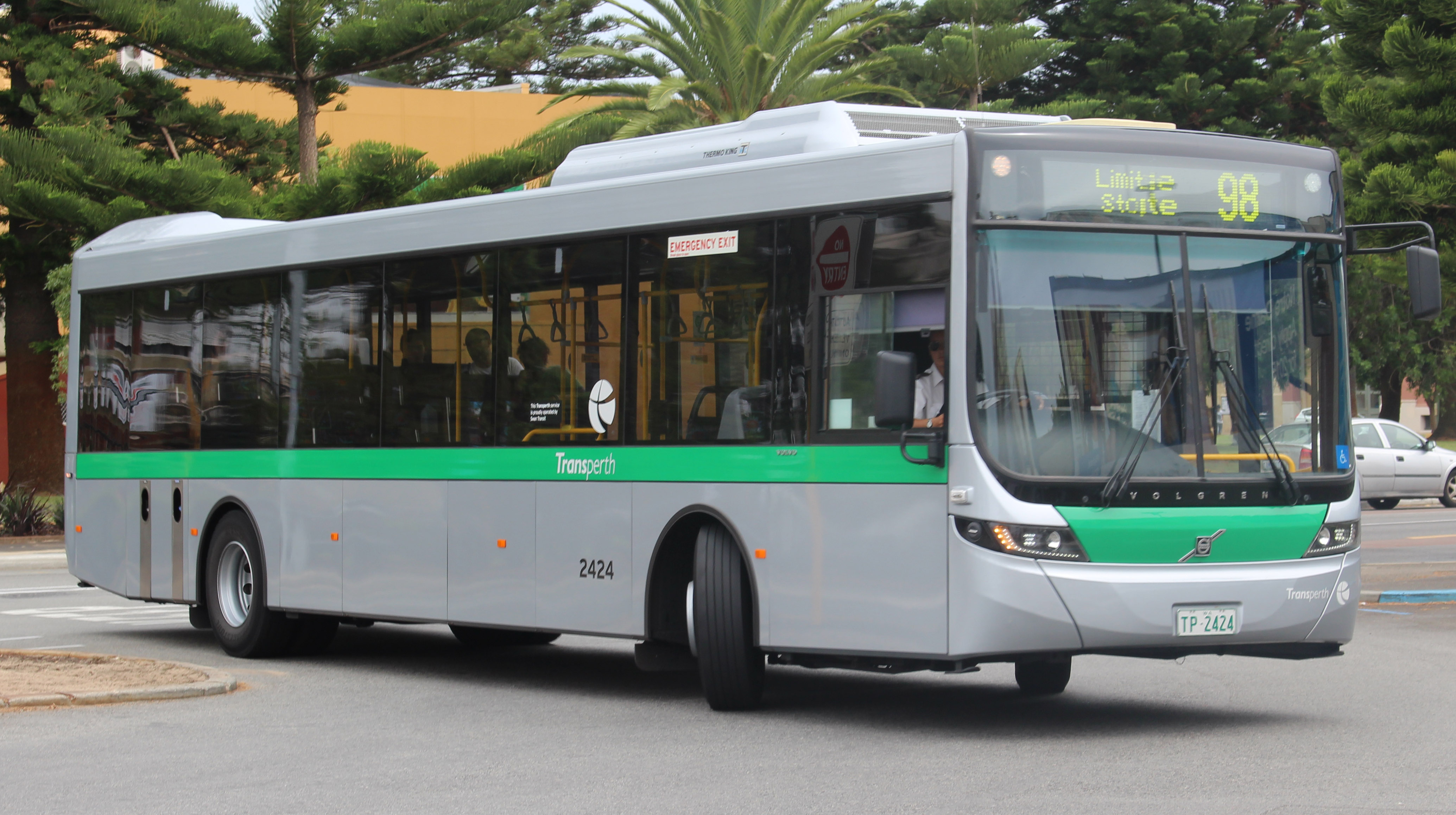
現在運行中のバス車両の中で最新タイプのうちの一種

トランスパース(Transperth)は西オーストラリア州交通局が管理するパース都市圏の公共交通機関の愛称。

## 歴史

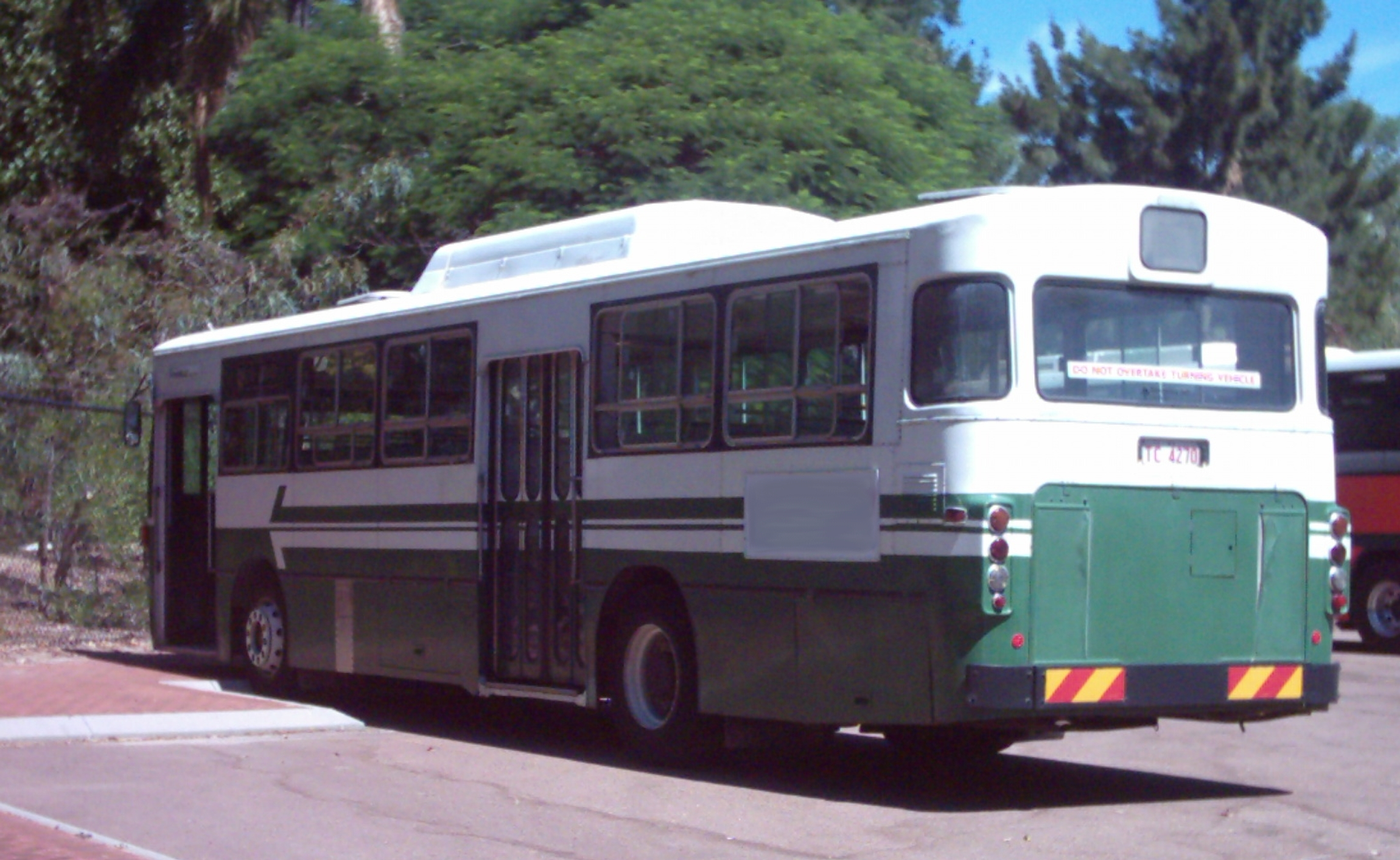
1970年代に使用されていたバス

トランスパースという名称は、1986年にパースの公共交通機関の運営が統合されるのに際して新たに命名された。バスと渡船を運行していたメトロポリタントランスポートトラスト(Metropolitan Transport Trust、MTT)の事業に加え、ウェストレールの通称で鉄道を運行していた西オーストラリア政府鉄道(Western Australian Government Railways、WAGR)から近郊鉄道路線とその運行業務を引き継いだ。1994年から1998にかけて、トランスパースはバス・渡船の運行を外部に委託するようになった。現在この2部門は公有の上で私企業により運営されている。

## 業務
トランスパースはパース都市圏およびマンジュラなどを含む周辺地域において鉄道・バス・渡船の運行を手掛けている。郊外の各地域は中心部からの距離に応じて9つのゾーンに分けられる。

### 鉄道

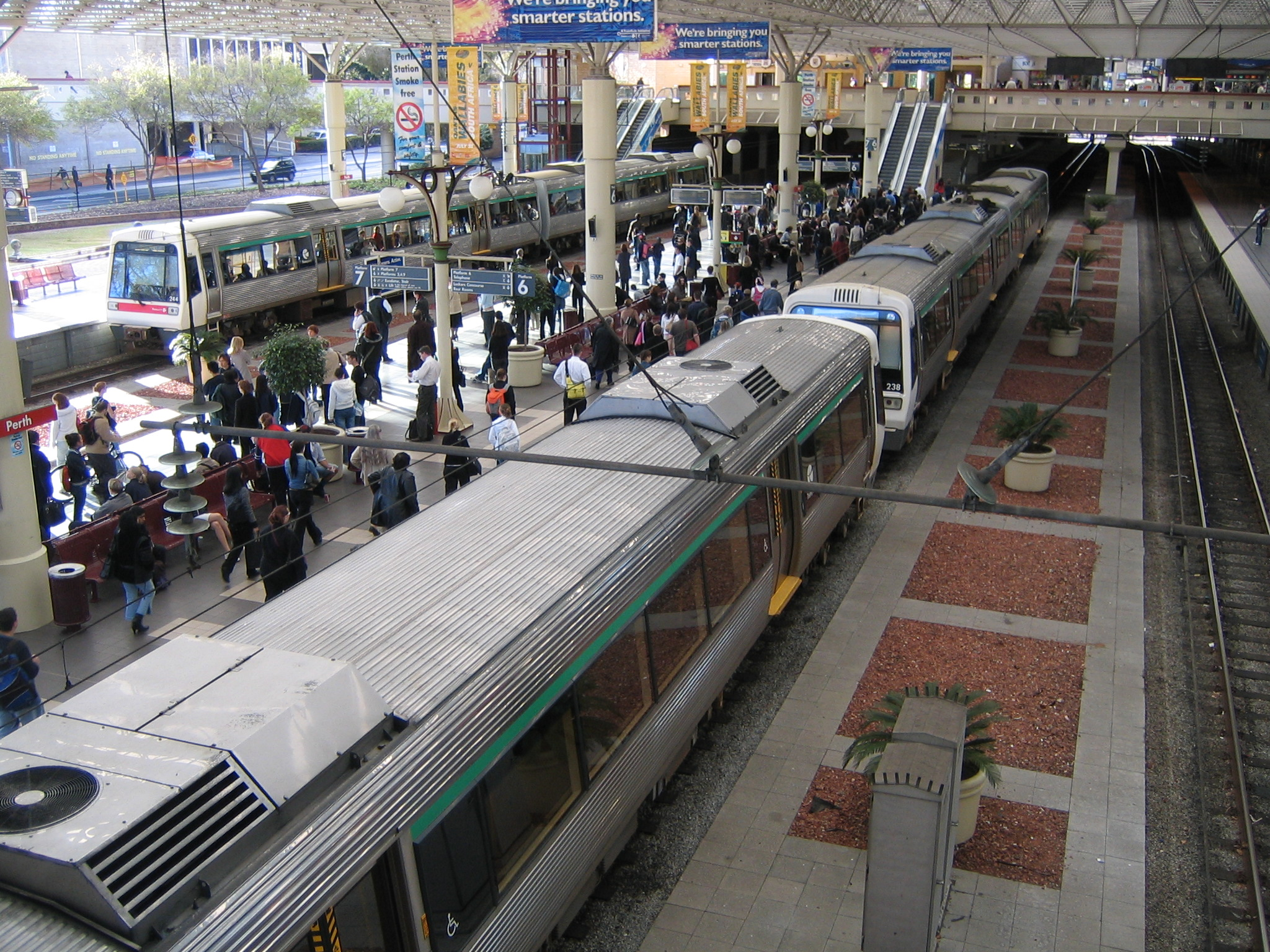
乗降客の行き交うパース駅プラットホーム

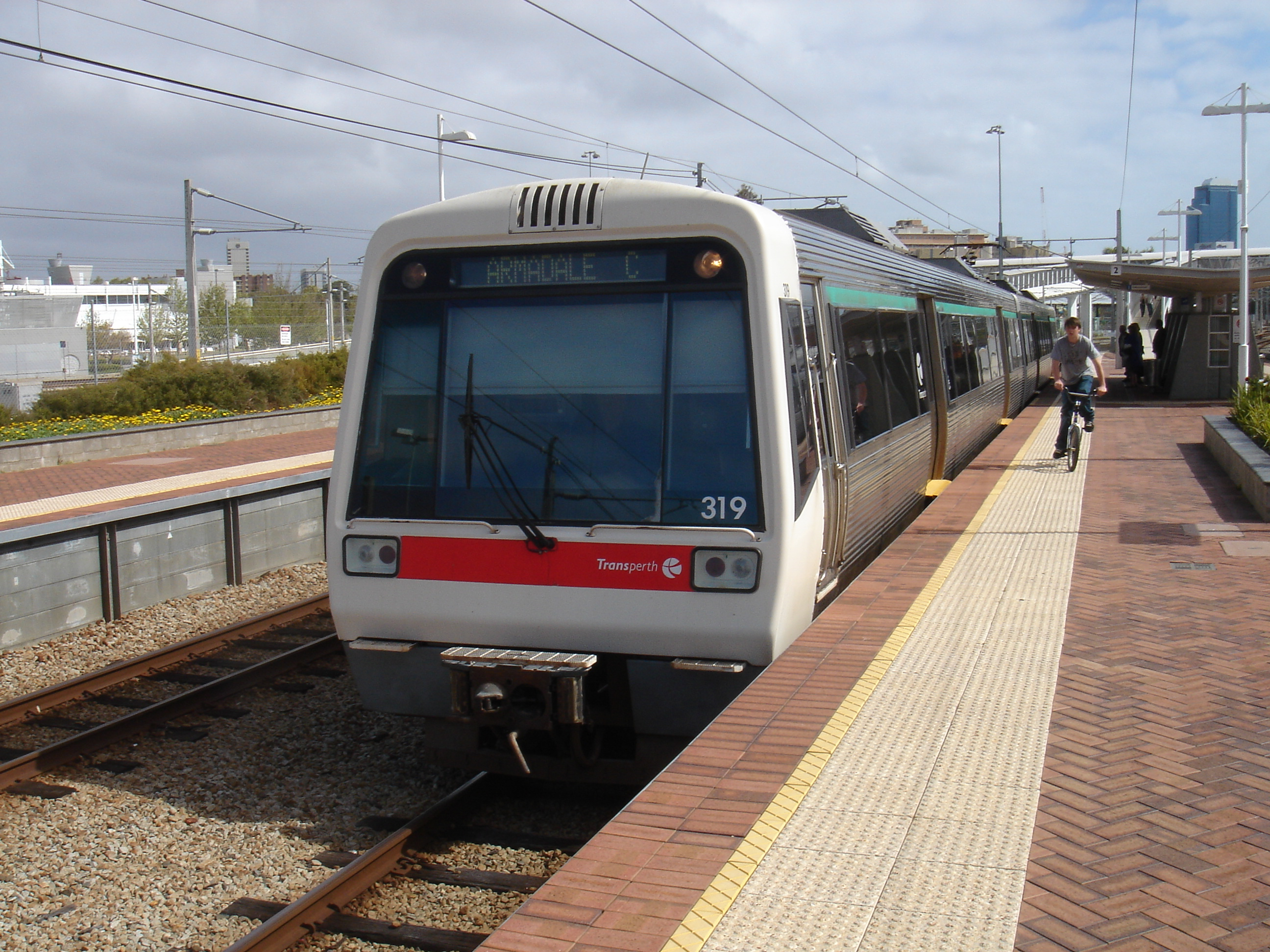
1990年代から使用されている、Aシリーズという車両

トランスパースの鉄道路線はパース駅を拠点としてミッドランド線、空港線、アーマデール線およびソーンリー支線、フリーマントル線、ヤンチェップ線、マンジュラ線の全6路線・70駅からなり、軌間は全路線狭軌(1067mm)、全線電化されている。運行時間は午前5時から深夜までであり、平日の日中は4分から15分間隔、夜間・休日は30分間隔での運転となっている。

#### ヤンチェップ線
北へ向かい、線名のもとになったジュンダラップを越えてバトラーへ伸びる。パース地下駅でマンジュラ線とつながり、列車は相互に乗り入れて実質1本の線のように機能している。ラインカラーはややくすんだ若草色。ジュンダラップ線は2024年7月14日にヤンチェップ線に改名された。

#### エレンブルック線
ミッドランド線途中ベイズウォーターの北東へ向かい、エレンブルックを終着駅とする。2024年12月8日開業予定。ラインカラーは赤色。

#### ミッドランド線
東へ向かい、ミッドランドを終着駅とする。線路はさらに東へと延びており、軌間は違う(三線軌条となっている)もののシドニーまで繋がっている。ラインカラーは茜色。

#### 空港線
ミッドランド線途中ベイズウォーターの南東へ向かい、ハイウィコムを終着駅とする。2022年10月9日開業予定。ラインカラーはターコイズブルー色。

#### アーマデール線
南東へと向かい、アーマデールが終着駅となる。線路はさらに南へと続いており、バンバリーまで伸びる。途中のベッケンナムからソーンリーまでの短い支線を持つ。ラインカラーは黄色。

#### ソーンリー–コックバーン線
南東へと向かい、コックバーンセントラルが終着駅となる。この路線はソーンリーを西に進み、カニングベールを経由してコックバーン駅まで行き、そこでマンジュラ線に接続します。2025年6月9日開業予定。ラインカラーはラベンダー色。

#### マンジュラ線
南へ向かい、マンジュラまで達する。2007年末に開業した新路線。全長70kmと5路線中最長である。パース地下駅でヤンチェップ線と直結している。ラインカラーはオレンジ色。

#### フリーマントル線
南西へ向かい、フリーマントルと結ぶ。1881年開業と、パース近郊の鉄道路線の中で最も長い歴史を持つ。ラインカラーは青色。

### バス

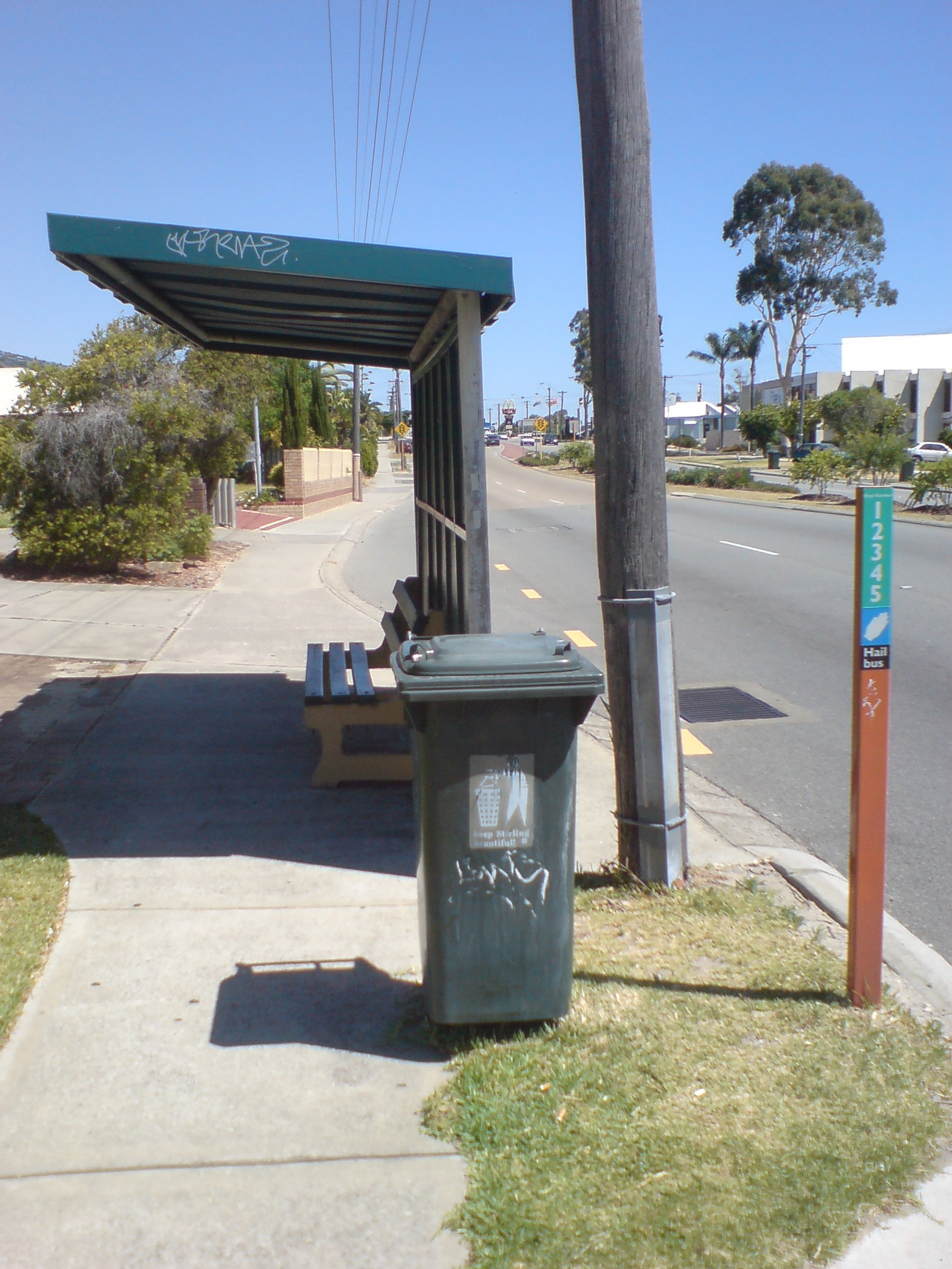
古いタイプのバス停は、停留所番号の書いた柱(画像右端)が立っているだけである。現在は路線図や時刻表が描かれたものへと順次改装されている。

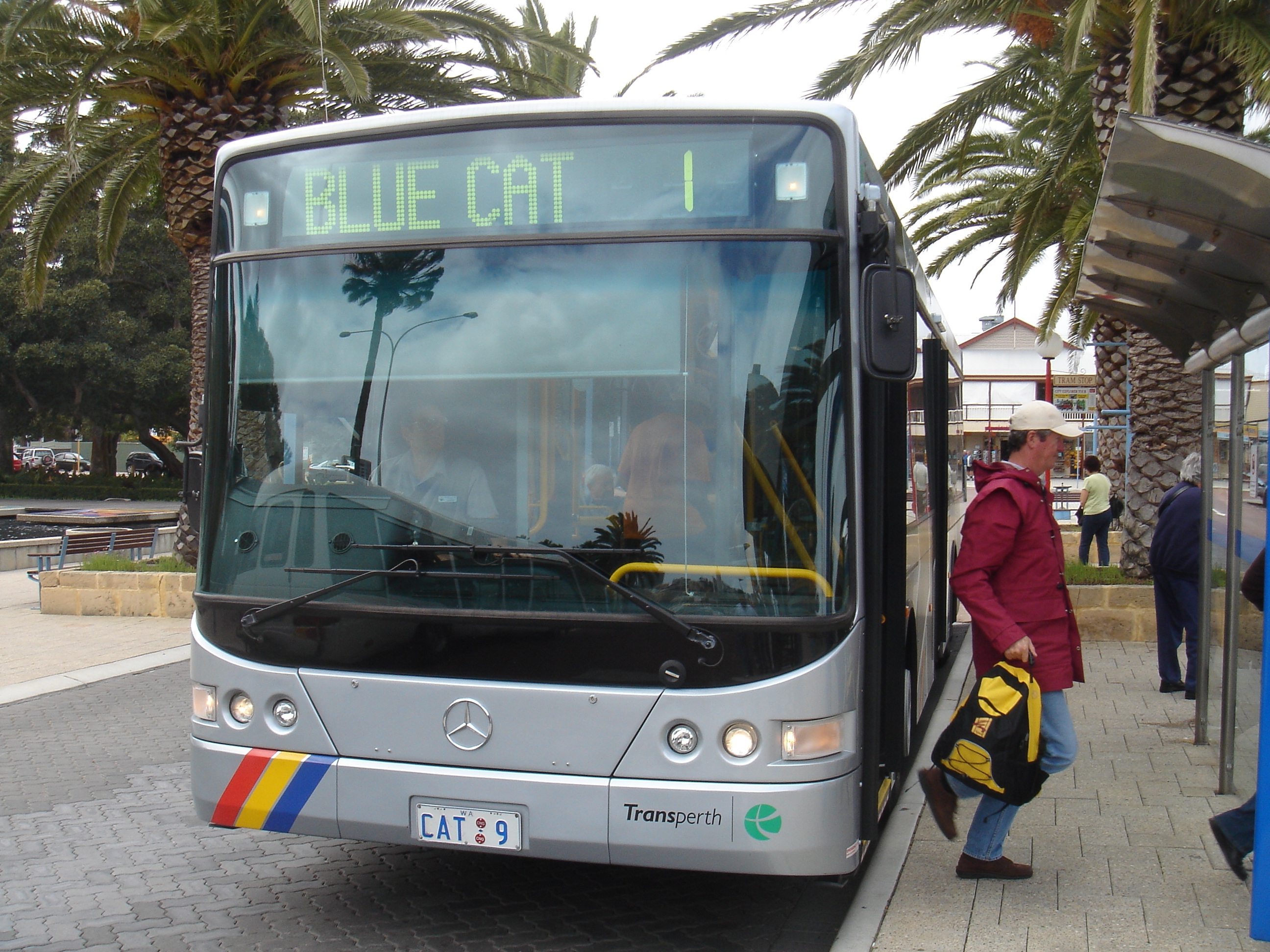
CAT専用として用いられているバス。車体前面下部に赤黄青の塗装が見える

トランスパースのバス事業は、1996年以来、州政府と契約した3つの民間企業に分担され、トランスパース監督のもと運営されている。ルートは、市中心部から鉄道の駅やバスターミナルへ向かう系統と、そこから郊外の各地区へ向かう系統、さらに「サークルルート」(後述)のような郊外間を結ぶ系統とに大きく分けられる。学校行事用・イベント用に臨時のルートが運行されることもある。乗客数の多い路線では、平日の日中は4分から15分間隔、夜間・休日は30分間隔での運転となっており、それ以外の路線では10分から60分間隔での運転となる。鉄道駅発着の路線は、鉄道の発着時刻に合わせた時刻設定となるよう調整されている。
トランスパースでは現在メルセデス・ベンツ社製CNGバス(軽油ではなく天然ガスを燃料とする)とボルボ社製バスの購入が進められており、CAT(後述)を含む主要路線に投入されている。

#### サークルルート
サークルルートは郊外地域同士をつなぐ環状路線で、多数の鉄道駅・ショッピングセンター・高校・大学のキャンパス、さらにフリーマントルなどを結んでいる。運行間隔は、平日の日中は4分から15分間隔、夜間・休日は30分間隔。時計回りと反時計回りの双方向が運行されている。

#### CAT
トランスパースはCAT(Central Area Transit)と呼ばれる無料のバス路線をパース市内とフリーマントル市内でそれぞれ運行している。パース市内のものはRed CAT(赤)、Blue CAT(青)、Yellow CAT(黄)、Green CAT(緑)、Purple CAT(紫)の色分けされた5路線であり、停留所の標識もそれぞれの色に塗り分けられている。フリーマントル市内のものは2路線のみであり、オレンジ色が割り当てられているものの現在Orange CATという呼び名は使われていない(単にフリーマントルCATと呼ばれる)。いずれの路線も環状ルートとなっており、一方向のみの運行である。

#### 空港アクセス路線
292号系統は通常のバス路線であるが、レッドクリフ駅とパース空港の国内線ターミナルを結んでおり、空港アクセスの一端を担う。国際線ターミナルを発着する空港線、36号系統（カニントン駅まで）と37号系統（オーツストリート駅まで）が存在する。

### 渡船

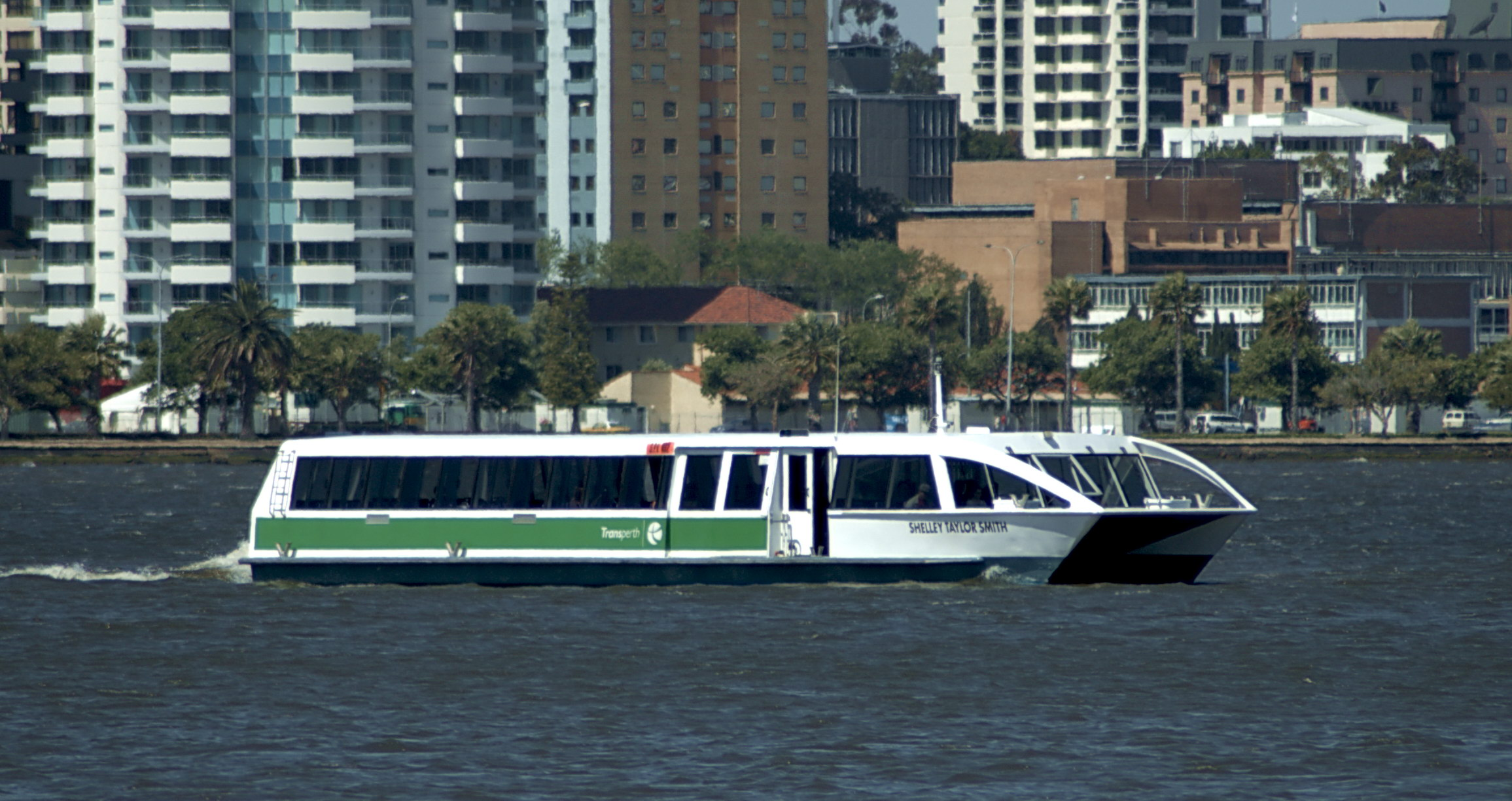
スワン川を渡るシェリー・テイラー＝スミス

トランスパースはパース市中心部バラックスクエアとスワン川を挟んだ対岸とを結ぶ渡船を運行している。運行頻度は日中30分間隔で、朝の通勤時間帯には10分間隔となる。日常の通勤利用のみならず、パース動物園へのアクセスルートとして観光客の利用も集めている。現在、シェリー・テイラー＝スミス(Shelley Taylor-Smith)とフィリップ・ペンダル(M/V Phillip Pendal)の2隻が就航している。なお、実際の業務はキャプテンクッククルーズに委託されている。

## 切符・運賃
トランスパースの運賃支払い方法は技術の進歩に伴い日々改善改良されていっている。今日では、全ての鉄道駅ならびに渡船乗り場にタッチパネル式の自動券売機が設置してあるほか、バス乗車時に運転士に運賃を支払って切符を購入することもできる。また、2007年よりスマートライダー(後述)とよばれるシステムも採用されている。
運賃はゾーン制に基づいて計算される。普通運賃のほか、15歳未満や60歳以上が対象となる割引運賃、さらに一日乗車券や家族乗車券なども存在する。スポーツなど大きなイベントの入場券保持者は、無料で乗車船ができるようになっている。

### スマートライダー

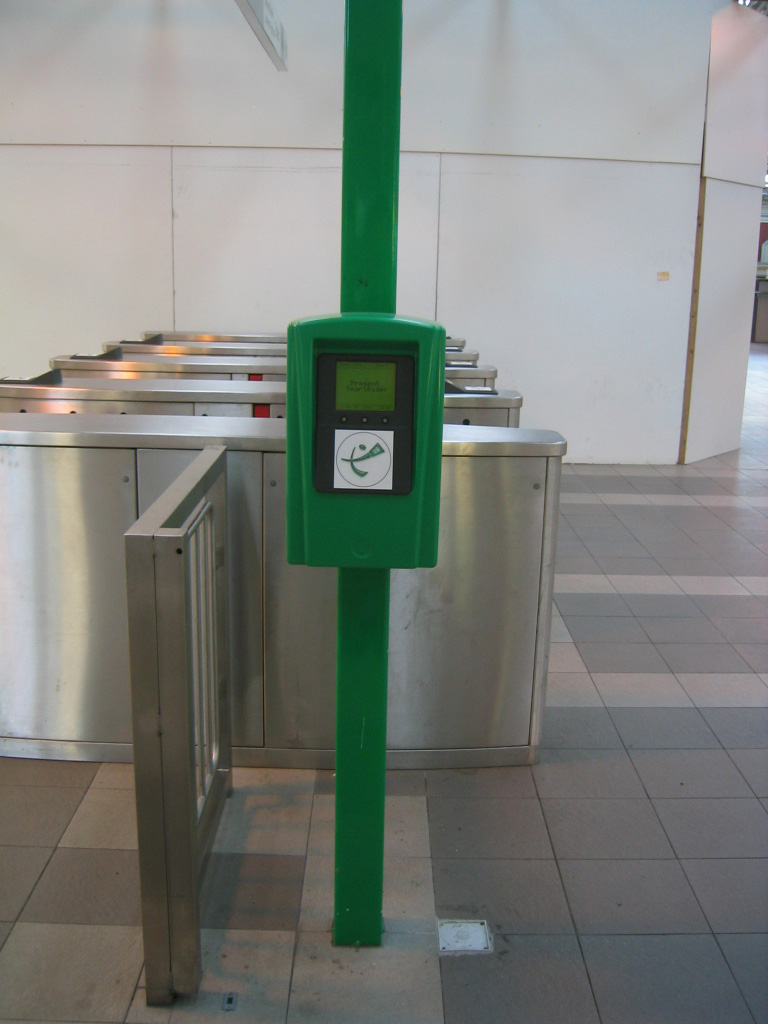
パース駅のカード読み取り機

スマートライダーは、非接触型ICカードを利用した運賃精算システム。日本のSuicaやICOCAとほぼ同様のものである。カードは一般的なクレジットカードサイズで、マイクロチップが埋め込まれている。利用客は、鉄道駅では自動改札機もしくはホーム上の読み取り機に、バス・渡船を利用する際は車内・船内の読み取り機にカードをかざしてデータのやり取りをする。トランスパースでは、かざす行為を「tag on(乗車船時)」「tag off(下車船時)」と呼んでいる。スマートライダー使用時の運賃は通常運賃の10%引きとなる。カード残高を加算する際、残高が少なくなった時に銀行からの自動引落としで自動的にチャージする方法も選択でき、その場合運賃がさらに割引(通常運賃の20%引き)される。

### フリートランジットゾーン
パース市内の中心地域はフリートランジットゾーン(Free Transit Zone、FTZ)と呼ばれ、ゾーン内では全てのバス路線が無料で乗降できる。なおパース市内のCATのルートは全てFTZの内部に収まる。ゾーン内の鉄道利用についても同様ではあるが、無料となるのはスマートライダー利用者のみである。

## 延伸計画
2008年の州選挙に先駆け、当時の州首相であったアラン・カーペンターは鉄道路線の延伸案を発表した。この案は、ミッドランド線のエレンブルック延伸、アーマデール線のバイフォード延伸、ジュンダラップ戦のヤンチェプ延伸、マンジュラ線の新駅建設、パース空港への新線建設、南西方面の新線計画などを含んでいた。現在はジュンダラップ線を2014年末までにバトラーまで延伸するという計画が進められている。
2014年、当時の州首相コリン・バーネットはジュンダラップ線のバトラー駅開業。2017年4月、オービングローブ駅は開業。
2017年、当時の州首相マーク・マッゴワンはメトロネット計劃を発表した。この案は、ソーンリー線のコックバーン延伸、フォレストフィールド空港リンクの新線建設、モルレー-エレンブルック線の新線計劃を発表した。